# Diana Shipping
Die Diana Shipping Incorporated ist eine Athener Reederei, die Massengutschiffe betreibt. Das Unternehmen wird an der New Yorker Börse gehandelt.

## Einzelheiten
Das Unternehmen zählt zu den größeren Massengutreedereien und arbeitet in der vornehmlich im Bereich der mittel- und langfristigen Vercharterung von Massengutschiffen verschiedener Größen. Die hauptsächlich transportierten Güter sind Erze, Kohle, Getreide und weitere. Die Flotte der Reederei bestand am 2. Dezember 2013 aus insgesamt 36 Schiffen (2 × Newcastlemax, 10 × Capesize, 3 × Postpanamax, 3 × Kamsarmax und 18 × Panamax) mit einer Gesamttragfähigkeit von etwa 4,1 Millionen Tonnen und einem gewichteten Altersdurchschnitt von 6,51 Jahren. Die Bereederung der Schiffe wird über die Tochtergesellschaft Diana Shipping Services durchgeführt.
Diana Shipping hält darüber hinaus einen zehnprozentigen Anteil an der Reederei Diana Containerships, die Ende 2013 zwei Post-Panamax- und sieben Panamax-Containerschiffe betreibt.

## Weblink
- Website von Diana Shipping (englisch)